# Консепшен (Міссурі)
Консепшен (англ. Conception) — переписна місцевість (CDP) в США, в окрузі Нодавей штату Міссурі. Населення — 111 особа (2020).

## Географія
Консепшен розташований за координатами 40°14′19″ пн. ш. 94°40′41″ зх. д. / 40.23861° пн. ш. 94.67806° зх. д. (40.238680, -94.678085).  За даними Бюро перепису населення США в 2010 році переписна місцевість мала площу 1,97 км², з яких 1,94 км² — суходіл та 0,03 км² — водойми.

## Демографія
Згідно з переписом 2010 року, у переписній місцевості мешкало 210 осіб у 24 домогосподарствах у складі 18 родин. Густота населення становила 107 осіб/км².  Було 30 помешкань (15/км²).
Расовий склад населення:
| - 83,8 % — білих - 6,7 % — азіатів - 1,4 % — корінних американців - 0,5 % — чорних або афроамериканців - 6,7 % — осіб інших рас |

До двох чи більше рас належало 1,0 %. Частка іспаномовних становила 15,7 % від усіх жителів.
За віковим діапазоном населення розподілялося таким чином: 5,7 % — особи молодші 18 років, 81,0 % — особи у віці 18—64 років, 13,3 % — особи у віці 65 років та старші. Медіана віку мешканця становила 26,5 року. На 100 осіб жіночої статі у переписній місцевості припадало 650,0 чоловіків;  на 100 жінок у віці від 18 років та старших — 692,0 чоловіків також старших 18 років.
Середній дохід на одне домашнє господарство  становив 51 605 доларів США (медіана — 44 167), а середній дохід на одну сім'ю — 57 024 долари (медіана — 44 375). Медіана доходів становила 33 333 долари для чоловіків та 33 333 долари для жінок. За межею бідності перебувало 38,1 % осіб, у тому числі 0,0 % дітей у віці до 18 років та 39,4 % осіб у віці 65 років та старших.
Цивільне працевлаштоване населення становило 101 особа. Основні галузі зайнятості: освіта, охорона здоров'я та соціальна допомога — 27,7 %, мистецтво, розваги та відпочинок — 15,8 %, виробництво — 7,9 %, сільське господарство, лісництво, риболовля — 5,9 %.